# Dimethylcadmium
Dimethylcadmium ist eine flüchtige cadmiumorganische Verbindung, die flüssig und farblos ist. Das lineare Molekül hat Cd–C-Bindungslängen von jeweils 213 pm. Es ist eine schwache Lewissäure, die mit Bipyridin und Diethylether ein Addukt bildet.

## Gewinnung und Darstellung
Dimethylcadmium wird mittels Reaktion von Cadmiumbromid und Methylmagnesiumbromid gewonnen:
{\displaystyle {\ce {CdBr2 + 2 CH3MgBr -> Cd(CH3)2 + 2 MgBr2}}}

## Verwendung
Die Verbindung findet in begrenztem Umfang Verwendung als Reagenz in der organischen Synthese und der metallorganischen chemischen Gasphasenabscheidung (MOCVD). Weiter fand es Verwendung bei der Synthese von Cadmiumselenidnanopartikeln. Diese Verwendung wurde aufgrund seiner Toxizität beendet.